# 塔博頓 (紐約州)
塔博頓（英語：Taborton）是位於美國紐約州倫塞勒縣的非建制地區。

## 歷史
塔博頓的郵局於1892年設立，其後於1942年停運。

## 地理
塔博頓所處的海拔為高於海平面435米（即1427英呎），而該地所採用的時區為UTC-5，即北美东部时区（EST）。同時該地設有夏令時間，為UTC-5調快一小時，即UTC-4（EDT）。